# G1 뉴스퍼레이드 강원
《G1 뉴스퍼레이드 강원》은 G1방송 TV에서 평일 오후 5시 30분에 방송 중인 강원 지역 저녁 종합 뉴스 프로그램이다.

## 방송 시간
| 방송 채널 | 방송 기간                           | 방송 시간                                |
| --------- | ----------------------------------- | ---------------------------------------- |
| G1 TV     | 2001년 12월 17일 ~ 2003년 5월 9일   | 평일 오후 5시 10분 ~ 5시 20분 (10분)     |
| G1 TV     | 2003년 5월 12일 ~ 2004년 2월 27일   | 평일 오후 5시 30분 ~ 5시 40분 (10분)     |
| G1 TV     | 2004년 3월 2일 ~ 2005년 4월 22일    | 평일 저녁 6시 10분 ~ 6시 20분 (10분)     |
| G1 TV     | 2005년 4월 25일 ~ 2005년 7월 1일    | 평일 저녁 6시 ~ 6시 20분 (20분)          |
| G1 TV     | 2005년 7월 4일 ~ 2007년 1월 12일    | 평일 오후 5시 40분 ~ 저녁 6시 (20분)     |
| G1 TV     | 2017년 9월 18일 ~ 2019년 4월 12일   | 평일 오후 5시 40분 ~ 저녁 6시 (20분)     |
| G1 TV     | 2019년 5월 13일 ~ 2020년 3월 27일   | 평일 오후 5시 40분 ~ 저녁 6시 (20분)     |
| G1 TV     | 2020년 4월 20일 ~ 2020년 9월 18일   | 평일 오후 5시 40분 ~ 저녁 6시 (20분)     |
| G1 TV     | 2007년 1월 15일 ~ 2007년 10월 5일   | 평일 오후 5시 35분 ~ 저녁 6시 (25분)     |
| G1 TV     | 2007년 10월 8일 ~ 2008년 11월 28일  | 평일 오후 5시 30분 ~ 5시 45분 (15분)     |
| G1 TV     | 2008년 12월 1일 ~ 2009년 4월 24일   | 평일 오후 5시 35분 ~ 5시 55분 (20분)     |
| G1 TV     | 2019년 4월 15일 ~ 2019년 5월 10일   | 평일 오후 5시 35분 ~ 5시 55분 (20분)     |
| G1 TV     | 2009년 4월 27일 ~ 2015년 11월 20일  | 평일 오후 5시 30분 ~ 5시 50분 (20분)     |
| G1 TV     | 2020년 3월 30일 ~ 2020년 4월 17일   | 평일 오후 5시 30분 ~ 5시 50분 (20분)     |
| G1 TV     | 2020년 9월 21일 ~ 현재              | 평일 오후 5시 30분 ~ 5시 50분 (20분)     |
| G1 TV     | 2015년 11월 23일 ~ 2016년 12월 30일 | 평일 오후 5시 50분 ~ 저녁 6시 5분 (15분) |
| G1 TV     | 2017년 1월 2일 ~ 2017년 6월 2일     | 평일 저녁 6시 5분 ~ 6시 20분 (15분)      |
| G1 TV     | 2017년 6월 5일 ~ 2017년 9월 15일    | 평일 오후 4시 50분 ~ 5시 (10분)          |

## 앵커
| 대수 | 진행자             | 진행 기간                           | 비고          |
| ---- | ------------------ | ----------------------------------- | ------------- |
| 1대  | 강한서 아나운서    | 일자 미상 ~ 일자 미상               |               |
| 2대  | 박진우 아나운서    | 일자 미상 ~ 일자 미상               |               |
| 3대  | 박종재 아나운서    | 일자 미상 ~ 일자 미상               |               |
| 4대  | 최영희 아나운서    | 일자 미상 ~ 일자 미상               |               |
| 5대  | 김진현 前 아나운서 | 일자 미상 ~ 일자 미상               |               |
| 6대  | 이윤정 前 아나운서 | 일자 미상 ~ 2018년 9월 28일         | [ 3 ]         |
| 7대  | 박선영 아나운서    | 2018년 10월 1일 ~ 2018년 11월 15일  | [ 4 ]         |
| 8대  | 엄지민 아나운서    | 2018년 11월 19일 ~ 2019년 11월 14일 | [ 5 ]         |
| 9대  | 손민정 아나운서    | 2019년 11월 15일 ~ 2020년 11월 30일 | [ 6 ]         |
| 임시 | 김우진 아나운서    | 2020년 12월 1일 ~ 2020년 12월 4일   |               |
| 10대 | 서효원 아나운서    | 2020년 12월 7일 ~ 2020년 12월 18일  |               |
| 11대 | 김옥영 아나운서    | 2020년 12월 21일 ~ 2021년 6월 11일  | [ 7 ]         |
| 12대 | 서효원 아나운서    | 2021년 6월 14일 ~ 2021년 11월 26일  | [ 8 ] [ 9 ]   |
| 13대 | 오서윤 前 아나운서 | 2021년 11월 29일 ~ 2022년 6월 10일  | [ 11 ]        |
| 14대 | 김수민 아나운서    | 2022년 6월 13일 ~ 2023년 10월 27일  | [ 12 ] [ 13 ] |
| 15대 | 조해린 아나운서    | 2023년 10월 30일 ~ 2023년 11월 3일  |               |
| 16대 | 강민주 아나운서    | 2023년 11월 6일 ~ 2025년 4월 18일   | [ 14 ] [ 15 ] |
| 17대 | 김우진 아나운서    | 2025년 4월 21일 ~ 현재              | [ 16 ]        |

## 타이틀 변천사
현재 타이틀은 2011년 10월 10일을 기준으로 한다.
| 기수 | 프로그램 타이틀       | 방송 기간                          |
| ---- | --------------------- | ---------------------------------- |
| 1기  | GTB 저녁뉴스          | 2001년 12월 17일 ~ 2002년 3월 29일 |
| 2기  | GTB 뉴스퍼레이드      | 2002년 4월 1일 ~ 2005년 7월 1일    |
| 3기  | GTB 뉴스현장 강원     | 2005년 7월 4일 ~ 2007년 1월 12일   |
| 4기  | GTB 뉴스퍼레이드 강원 | 2007년 1월 15일 ~ 2011년 10월 7일  |
| 5기  | G1 뉴스퍼레이드 강원  | 2011년 10월 10일 ~ 현재            |

## 결방
- 2023년 11월 17일 : SBS TV 《창사 특집 SBS 희망 TV AGAIN 기아 체험 24시간 (5부)》 편성으로 인해 결방
- 2024년 7월 29일 ~ 2024년 8월 9일 : 2024 파리 올림픽 중계 방송 편성으로 인해 결방

## 경쟁 프로그램
- KBS 뉴스 7 강원 (KBS 춘천 1TV)
- MBC 5시 뉴스와 경제 강원 (춘천MBC TV)
- MBC 5시 뉴스와 경제 강원 (MBC 강원영동 TV)
- MBC 5시 뉴스와 경제 원주 (원주MBC TV)